# Festival international du film de Vienne
 (juin 2023).
Le Festival international du film de Vienne, également surnommé la Viennale est un festival cinématographique qui a lieu à Vienne en Autriche.

## Histoire
En 1960, l’association des journalistes autrichiens fonde un festival international du film à Vienne. La première édition, intitulée « semaine viennoise du cinéma » (Erste Wiener Filmwoche), montre des films autrichiens ainsi que 18 productions étrangères, et n'attribue pas de récompenses. En 1962, le festival du film, encore jeune mais déjà surnommé « Viennale », est intégré à la semaine viennoise du film pour un an. La Viennale n'attirant pas l’attention prévue du fait de la forte densité lors des semaines du festival, sa programmation est détachée dès 1963 pour devenir le « Festival der Heiterkeit », qui dure huit jours, fait appel pour la première fois à Sigmund Kennedy et se concentre  sur les comédies de qualité projeté à l’Urania. En 1968, Otto Wladika prend le poste de dirigeant du festival et lui donne une nouvelle orientation, en donnant notamment la priorité aux films d'Europe de l’Est. À partir de ce moment, une devise exprimant la priorité du festival est choisie chaque année. Celle de 1968 était « Les films qui ne nous atteignent jamais ».

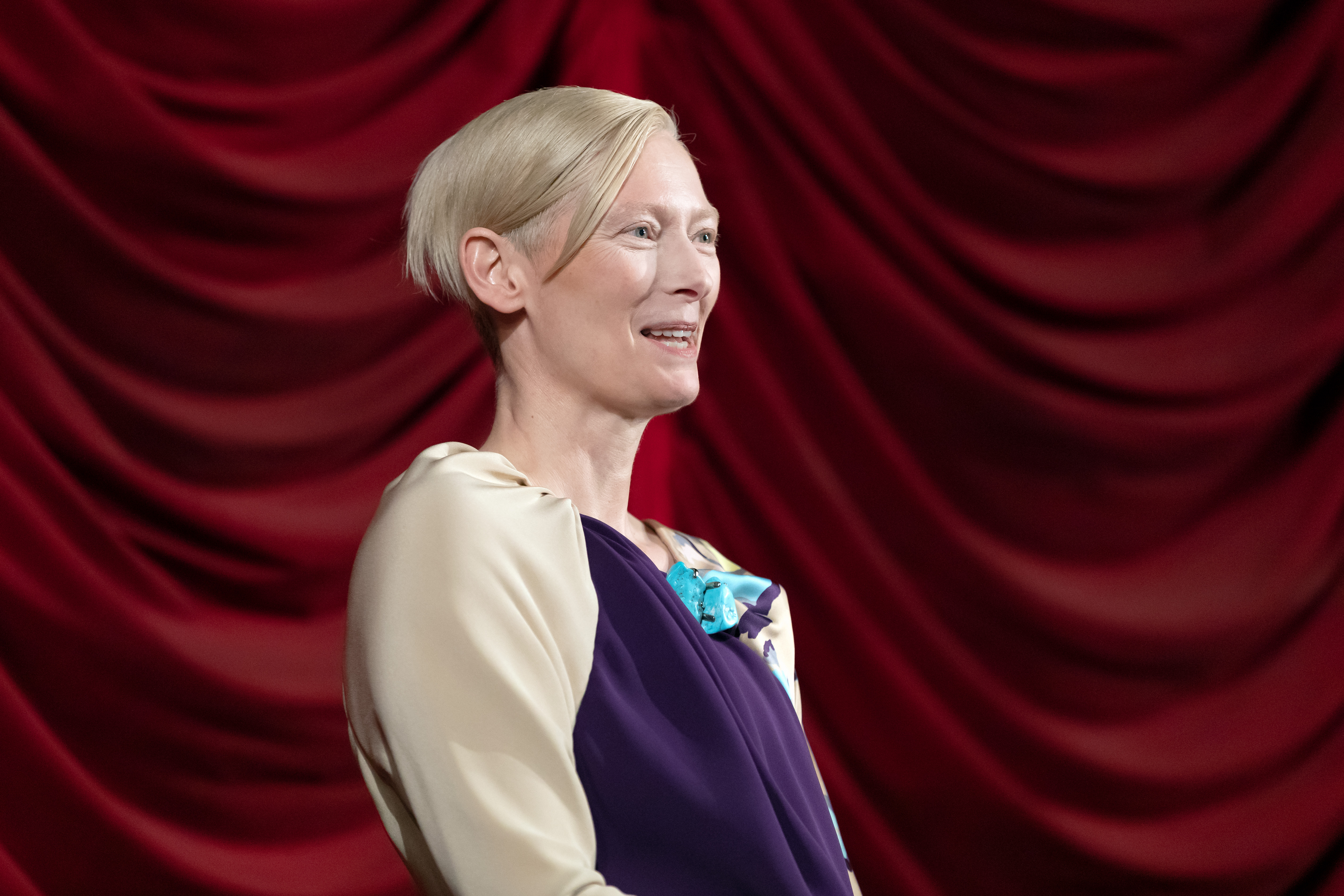
Tilda Swinton à la Viennale en 2018.

En 1970, le festival, placé entièrement sous le signe du nouveau film autrichien (Neuen Österreichischen Films) et programmé par le conseil d’administration portant le même nom, choisit de présenter les œuvres indépendantes autrichiennes des dix années précédentes. Dès 1971, le festival se dote d'un nouveau site, le Forum-Kino, le plus populaire de cette époque-là. Edwin Zbonek, qui en devient le nouveau directeur, réussit à lui donner un caractère international et lui permet d’être reconnu comme B-Festival[Quoi ?], sans compétition. En 1973, la Viennale a lieu pour la première fois dans le Gartenbaukino.
En 1978, le festival est déplacé en octobre et sa durée passe de 8 à 15 jours. En 1979, les cinémas de la périphérie de Vienne y sont intégrés, où sont reprojetés des films de la Viennale à forte valeur artistique. En 1981, la direction du festival intègre Helmuth Dimko, critique et producteur de films. En 1983, le festival n’a pas lieu à cause de problèmes financiers. Il se déroule à nouveau dans le Gartenbaukino en 1984. La première remise de prix du festival a lieu en 1987 : le Wiener Filmpreis. Après cette première remise, il faudra attendre 1991 pour la suivante.
La direction du festival est confiée à Hemuth Dinko et Veronika Haschka en 1988. Le programme principal est élargi par quelques présentations spéciales, ce qui entraîne un accroissement de la fréquentation. En 1989, Dimko démissionne.
En 1991, le budget de la Viennale est fortement augmenté. La nouvelle direction est constituée de Werner Herzog, réalisateur, et Reinhard Pyrker, l'un des principaux acteurs du mouvement du Neuen Österreichischen Film, qui professionnalisent et internationalisent encore plus le festival. Sont célébrées des œuvres et des rétrospectives aux stars de cinéma John Carpenter, Billy Wilder, Jon Jost et Gina Lollobrigida ainsi qu'aux cinéastes chinois.
Les nouveaux dirigeants Alexander Horwath et Wolfgang Ainberger peuvent encore une fois diversifier les films en 1992. Dans le programme principal on trouve[Qui ?] à côté du cinéma d’auteur et des films d’avant-garde des grandes productions de Hollywood et des films d’action. En 1993, pour la première fois, la Viennale est répartie sur quatre cinémas différents : l'Urania, le Metro-Kino, le Künstlerhaus-Kino dans le centre-ville et le Stadtkino au Schwarzenbergplatz.
En 1994, Wolfgang Ainberger se charge de la programmation du festival alors que Alexander Horwath élabore la rétrospective de la production cinématographique américaine des années 60 pour la Viennale dans le musée du cinéma. En 1995 et 1996, Horwath finit par être le responsable de la programmation de la Viennale et réussit, malgré de fortes diminutions du budget, à réaliser un festival bien reçu par les spectateurs et les critiques[style à revoir]. On introduisit[Qui ?] un nouveau prix en plus du Wiener Filmpreis et du Preis Neues Kino. Depuis 1995, Vienne fait partie des villes dans lesquelles un jury de la Fédération internationale de la presse cinématographique FIPRESCI remet un prix au premier ou second film d’un réalisateur : le FIPRESCI-Preis.

### Sous la direction de Hans Hurch (1997-2017)

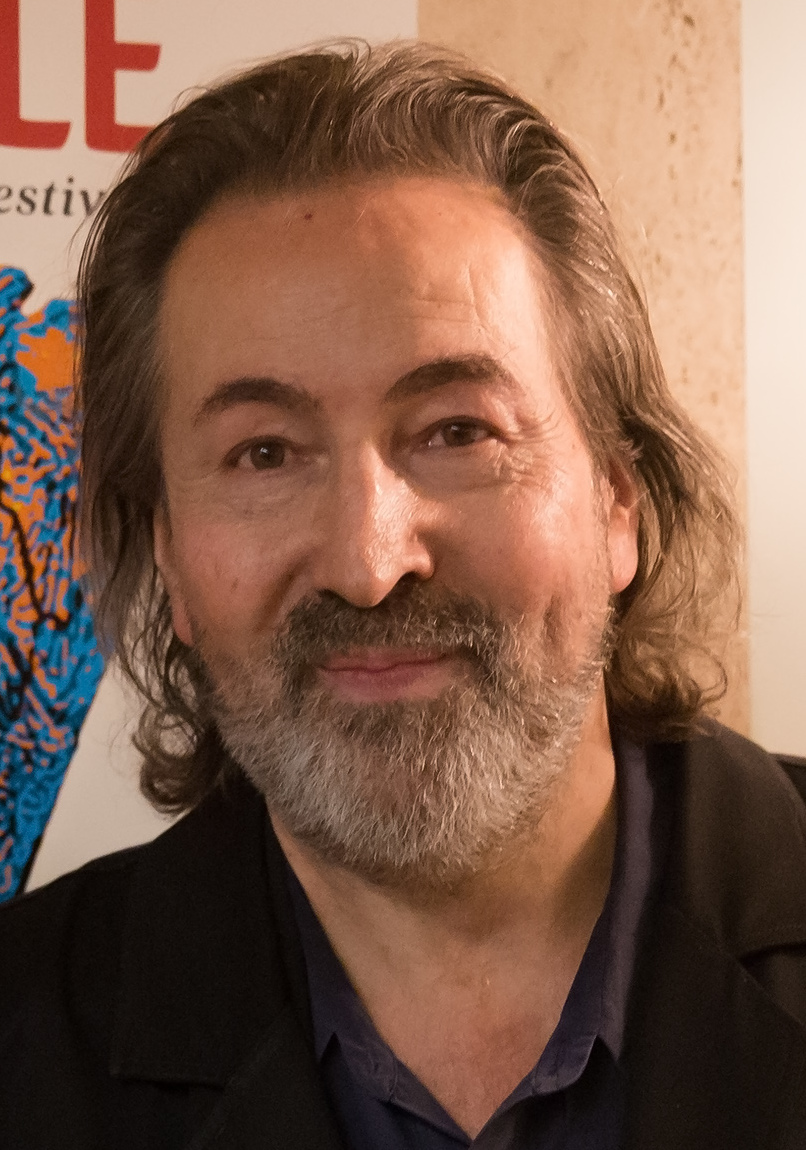
à la Viennale en 2015

En 1997, Hans Hurch (de) reprend la direction du festival, qu’il conserve jusqu’à son décès en juillet 2017 après avoir plusieurs fois prolongé son contrat. Depuis 1998, le président de la Viennale est Eric Pleskow. En 1999, on décerne[Qui ?] pour la première fois un prix du court métrage parrainé. 
On comptabilise[Qui ?] 85 200 visiteurs en 2005. En 2006, les 313 séances, dont 114 à guichet fermé, atteignent le nombre de 88 900 visiteurs et un taux de remplissage de 78,4 %. La Viennale 2007 se termine sur un nouveau record de fréquentation de 91 700 visiteurs pendant les 321 séances – dont 126 à guichet fermé – et un taux de remplissage d’environ 79,2 %.

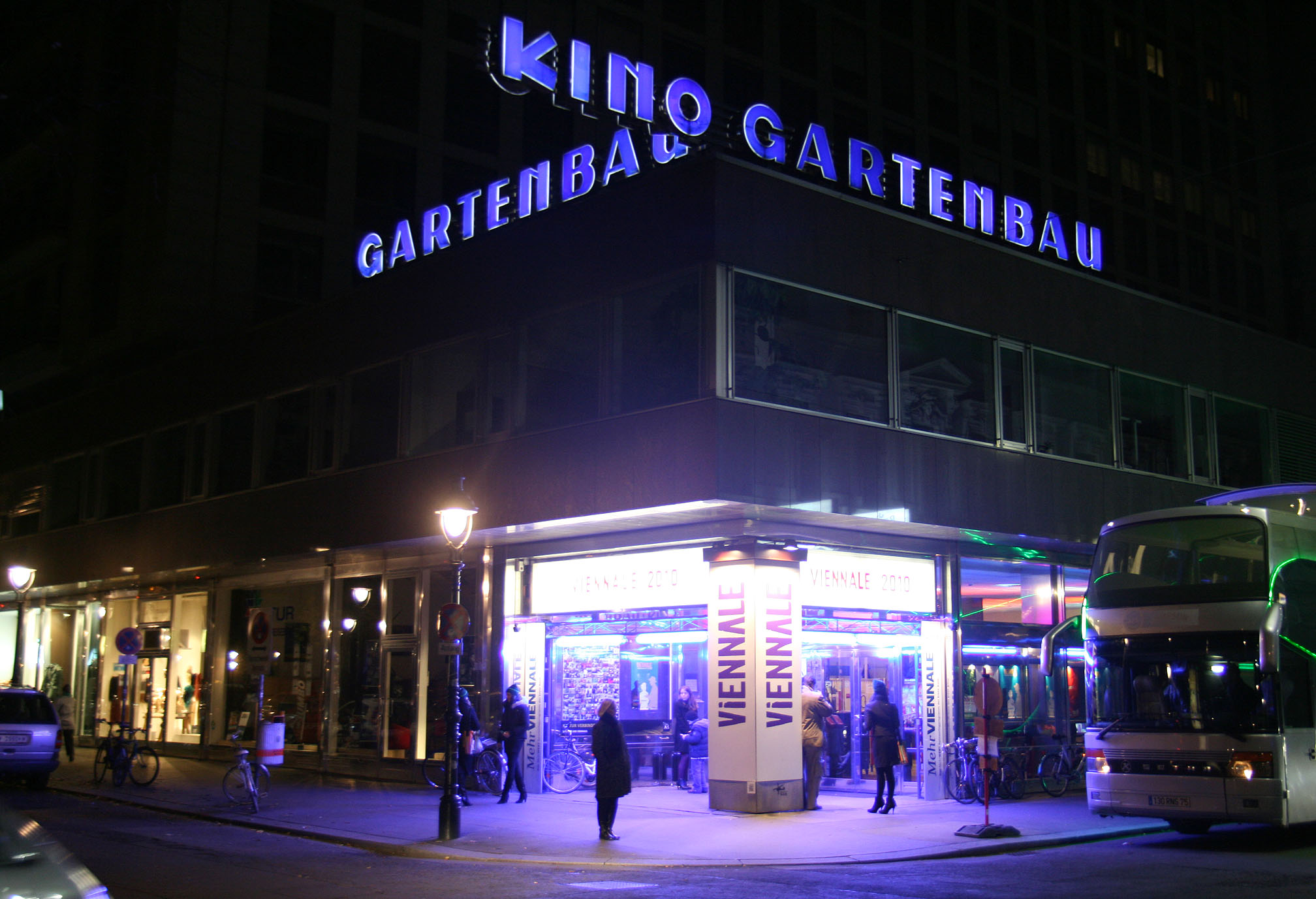
Gartenbaukino, ouverture de la Viennale de 2009

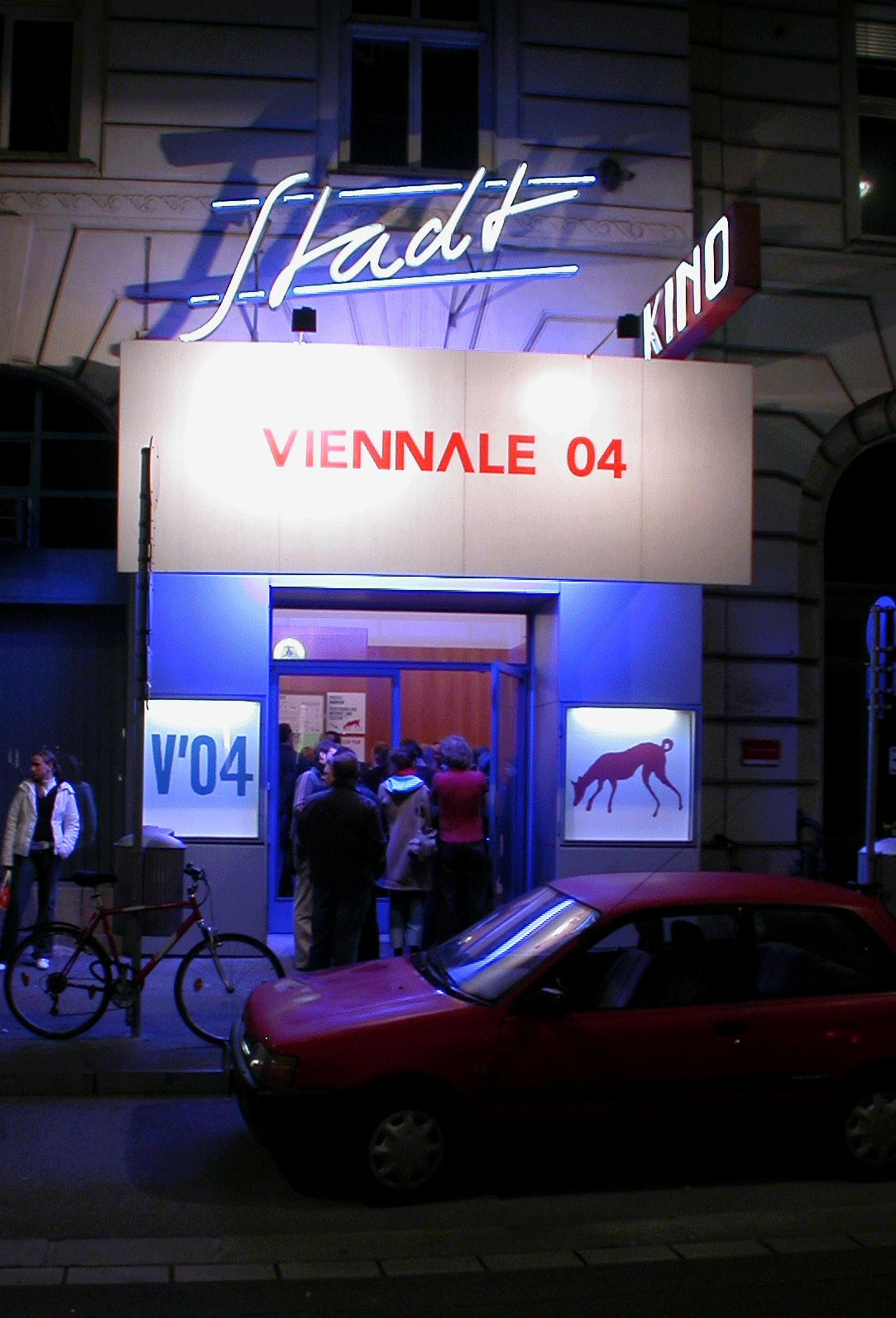
Stadtkino, Viennale 2004

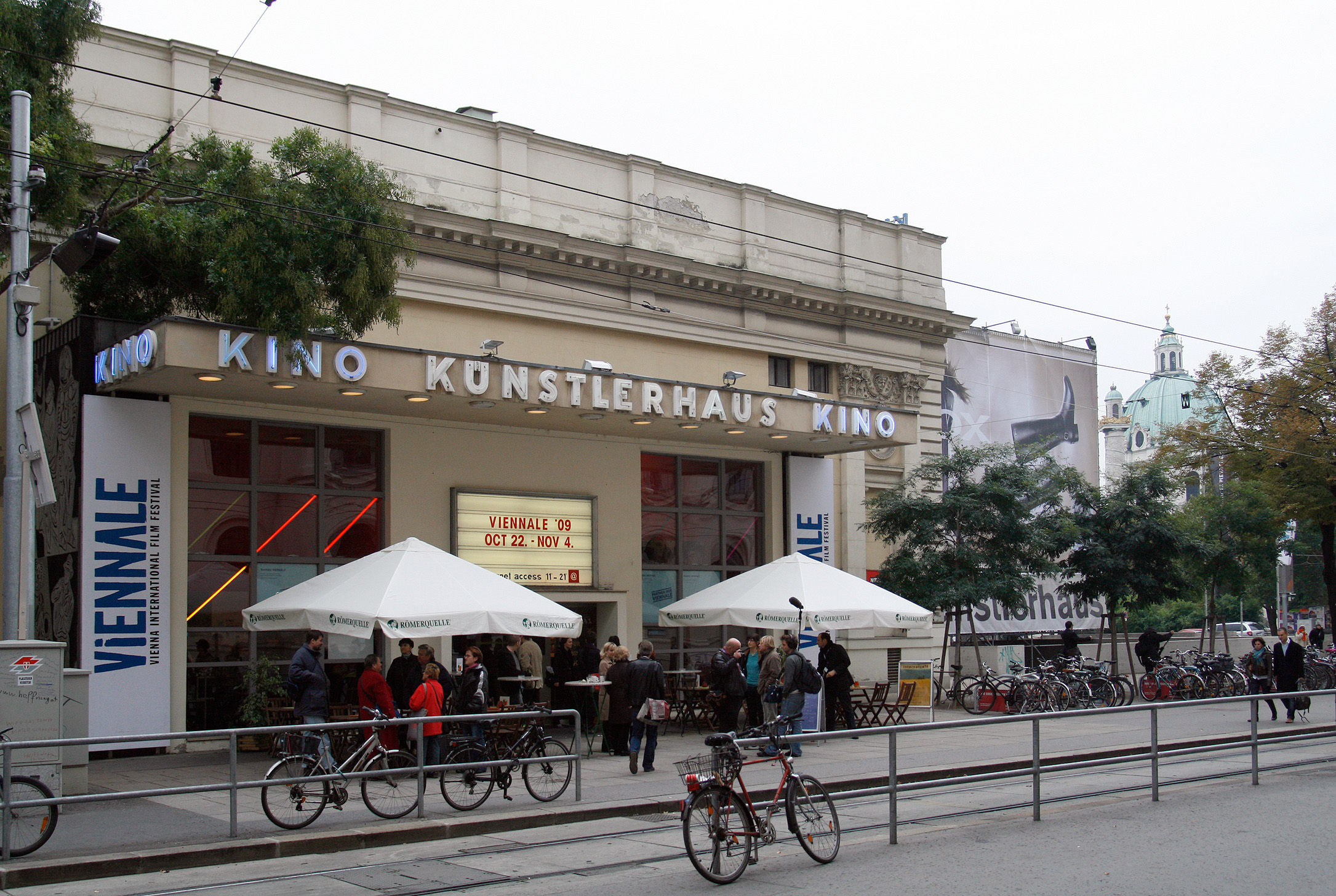
Künstlerhaus-Kino, Viennale 2009

La Viennale 2009, qui est prolongée d’une journée, a offert aux visiteurs deux temps forts importants dédiés aux films State of Grace pour saluer l’invitée d’honneur Tilda Swinton et Fight for Us avec des films de Lino Brockas. Parmi les cinéastes, qui font le voyage et qui sont disponibles pour une discussion avec le public, il y a Shirin Neshat, Shoja Azari, Guo Xiaolu, Nobuhiro Suwa, Asghar Farhadi et beaucoup d’autres. Jonathan Rosenbaum supervise la série The unquiet American − Transgressive Comedies from the U.S en collaboration avec la Viennale et le musée autrichien du film. Le film autrichien est entre autres représenté par le film d’ouverture La Pivellina de Tizza Covi et de Rainer Frimmel et Lourdes de Jessica Hausner, les deux étant des premières autrichiennes, ainsi que par la première de Blutsfreundschaft de Peter Kerns et de Bock for President, de Houchang et Tom Darius Allahyari. En signe de solidarité avec les manifestations dans les universités autrichiennes, le documentaire sur Ute Bock est projeté en avant-première dans le grand amphi de l’université de Vienne occupé par les étudiants. Dans l’ensemble, le Viennale 2009 présente environ 300 longs métrages, documentaires, courts métrages et films expérimentaux.
Le film d’ouverture de la Viennale 2010 est Des hommes et des dieux de Xavier Beauvois, qui reçoit le Grand prix du jury au Festival de Cannes. Les temps forts du festival, cette année-là, sont dédiés aux films de Larry Cohen et William Lubtchansky, et les Programmes spéciaux présentent d’autres œuvres de Denis Côté et Siegfried A. Fruhauf. Lou Reed, Klaus Lemke, Merv Bloch et Günther Straschek ont chacun une soirée qui leur est dédiée. La rétrospective montre des films d’Éric Rohmer. La bande-annonce de la Viennale 2010 est conçue par le réalisateur thaïlandais Apichatpong Weerasethakul, dont le film Oncle Boonmee, celui qui se souvient de ses vies antérieures Palme d’or à Cannes est également au programme du Festival. Au total, 96 300 visiteurs viennent voir cette année-là les 351 séances, dont 123 se déroulent à guichet fermé.
À la Viennale 2011, Harry Belafonte et le producteur Jeremy Thomas sont chacun à l’honneur d’un programme et la rétrospective est consacrée à l’œuvre de Chantal Akerman. Les Programmes spéciaux mettent à l’honneur l’artiste Lee Ann Schmitt ainsi que des courts-métrages de David Lamelas, Mark Leckey et d’autres Between Inner and Outer Space, qui traitent des lieux artistiques (musées, galeries) comme des lieux de présentation et les studios comme sites de production. La bande-annonce de la Viennale 2011 (The 3Rs) est conçue par David Lynch.
En 2012 se déroule la 50e édition de la Viennale qui programme environ 140 longs-métrages actuels, plus d’une centaine de courts-métrages et des œuvres plus anciennes dans le cadre de différents programmes spéciaux. Le festival est ouvert par Argo de Ben Affleck. Le programme de mise à l’honneur est consacré à Michael Caine, dont 10 films sont projetés et qui est présent en tant qu’invité. Le programme de rétrospective, qui est en coopération avec le musée autrichien du film, montre des œuvres de Fritz Lang, dont deux versions de Métropolis et M le maudit. Avec le documentaire That’s Wolf, l'organisation rend hommage au photographe et directeur de la photographie Wolfgang Suschitzky (1912-2016), l'un des invités d'honneur, pour son 100e anniversaire. Peter Kubelka organise une séance au cours de laquelle ses deux films Arnulf Rainer (1960) et Antiphon (2012) sont projetés en parallèle (35 min), et Martina Kudláčeks fait son portrait dans Fragments Of Kubelka (2012, 232 min). Dans le programme spécial They wanted to see something different, on montre[Qui ?] un choix de films élaboré par Jörg Buttgereit dans le genre du terrifiant et du montrueux (Alien, The Angry Red, Fantastic Voyage, Delivrance, ...). Le programme Five Women montre des œuvres de Coleen Fitzgibbon, Narcisa Hirsch, Mati Diop, Kurdwin Ayub et Amy Seimetz. On ajoute[Qui ?] au festival le programme In Focus, qui met en avant des réalisateurs plutôt inconnus du grand public. Il commence en 2012 avec le Portugais Manuel Mozos et l’Italien Alberto Grifi. Une autre invitée de la Viennale est Patti Smith, qui présente le film Museum Hours du cinéaste Jem Cohen (en), dont elle est l'une des productrices, et donne un concert dans le Metro-Kino.
En 2015, ORF.at fait le portrait de quelques régisseurs qui ont longtemps servi la Viennale, ces collaborateurs responsables du bon déroulement dans les salles de cinéma, parmi lesquels Manfred Schwaba, Brigit Baldasti et Magda Tothova.
La même année est montrée Einer von uns beiden, le premier long-métrage de Stefan Richter, qui se base sur un coup de feu mortel tiré en 2009 dans un supermarché près de Krems, un jeune cambrioleur de 14 ans qui est abattu par derrière par un policier. Il montre ainsi la tristesse de banlieue dans la vie des jeunes. Jack Hofer, un jeune amateur, joue le rôle principal de Julius.

### Depuis 2017

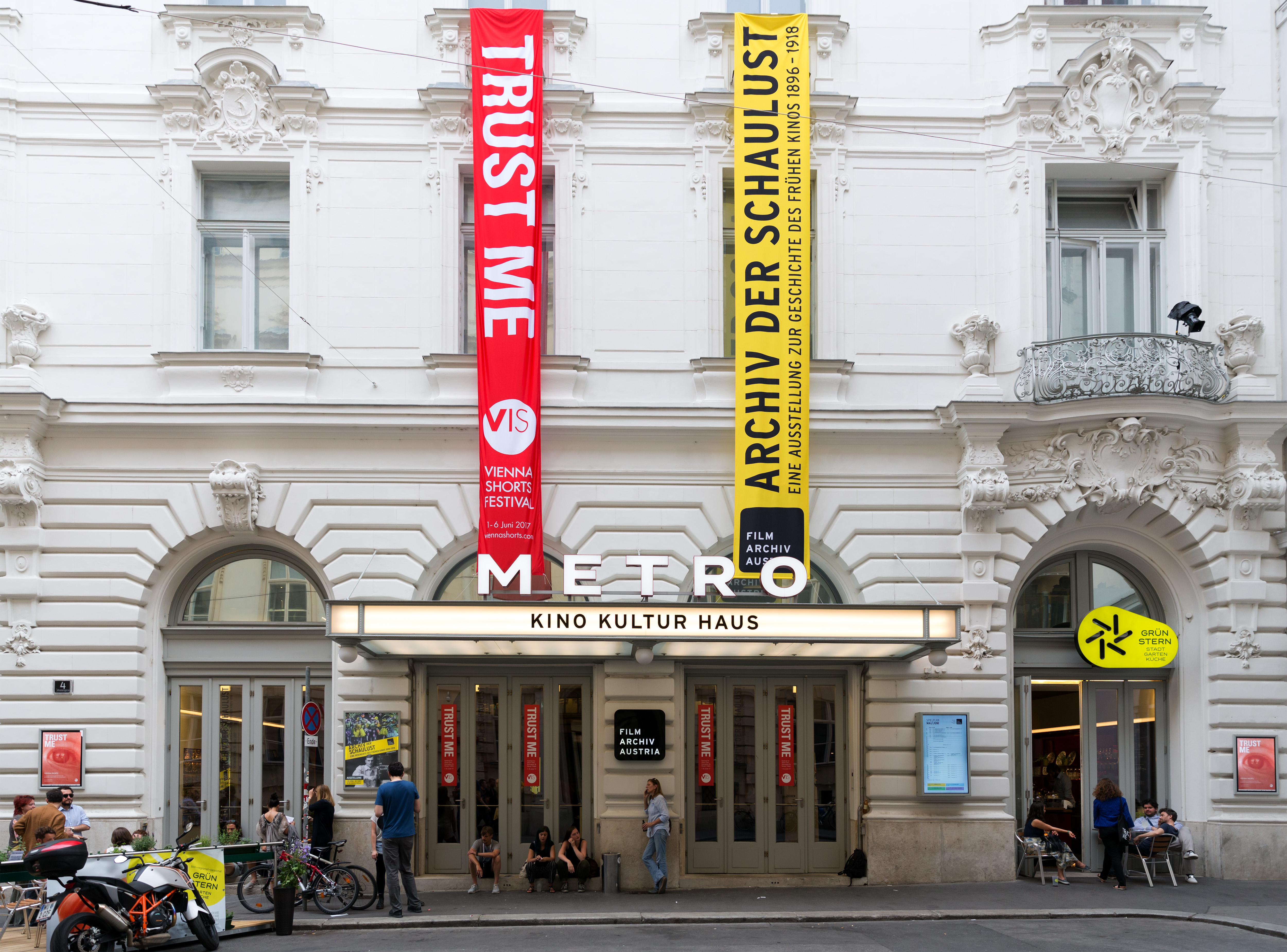
Metro-Kino, Viennale 2017

Après la mort de Hans Hurch en juillet 2017, Franz Schwartz, membre du conseil d’administration et ancien directeur du cinéma municipal de la Schwarzenbergplatz, est chargé d’être le directeur intérimaire de la Viennale en août 2017. Pour la Viennale d'octobre 2017, 14 collaborateurs artistiques de Hurch, dont Ed Lachman et Tilda Swinton, sont chargés de nommer chacun un film qu’ils aimeraient dédier au défunt. Environ 70 % des œuvres de la Viennale 2017 sont encore choisies par Hurch lui-même,. En janvier 2018, Eva Sangiorgi est présentée en tant que directrice artistique de la Viennale. Elle est responsable pour la première fois de la 56e Viennale du 25 octobre au 8 novembre 2018. Entre autres, elle supprime la distinction entre la catégorie des documentaires et des films, aussi bien le programme que les nominations.

## Palmarès

### Vienna Film Award
- 1991 : Good News d'Ulrich Seidl
- 1992 : Schuld und Gedächtnis de Egon Humer / Benny's Video de Michael Haneke
- 1993 : Der Nachbar de Götz Spielmann
- 1994 : Ich gelobe de Wolfgang Murnberger
- 1995 : Die Ameisenstraße de Michael Glawogger
- 1996 : Jenseits des Krieges de Ruth Beckermann
- 1997 : Das Jahr nach Dayton de Nikolaus Geyrhalter
- 1998 : Megacities de Michael Glawogger
- 1999 : Banlieue nord de Barbara Albert
- 2000 : The Punishment de Goran Rebic
- 2001 : In the Mirror of Maya Deren de Martina Kudlacek / Lovely Rita Jessica Hausner
- 2002 : Nachtreise de Kenan Kilic
- 2003 : Jesus, du weißt de Ulrich Seidl
- 2004 : Darwin's Nightmare de Hubert Sauper
- 2005 : Operation Spring de Angelika Schuster et Tristan Sindelgruber
- 2006 : Kurz davor ist es passiert de Anja Salomonowitz
- 2007 : Rule of Law de Susanne Brandstätter
- 2008 : Ein Augenblick Freiheit de Arash T. Riahi
- 2009 :
  - Lourdes de Jessica Hausner
  - Cooking History de Peter Kerekes
- 2010 :
  - Rammbock de Marvin Kren et Benjamin Hessler
  - KICK OFF de Hüseyin Tabak
- 2011 :
  - Michael de Markus Schleinzer
  - Der Prozess de Gerald Igor Hauzenberger (de), documentaire qui retrace le procès de Wiener Neustadt[9]
- 2012 :
  - Amour de Michael Haneke
  - Meine keine Familie de Paul-Julien Robert
- 2013 : Paradis : Amour (Paradies: Liebe) de Ulrich Seidl
- 2014 :
  - Macondo de Sudabeh Mortezai
  - We come as Friends de Hubert Sauper

### PrixFIPRESCI
- 2000 : Suzhou River de Lou Ye
- 2001 : L'Emploi du temps de Laurent Cantet
- 2002 : Tan de repente de Diego Lerman
- 2003 : The Brown Bunny de Vincent Gallo
- 2004 : Los muertos de Lisandro Alonso
- 2005 : Estamira de Marcos Prado
- 2006 : Honor de cavallería de Albert Serra

### Direction
- 1960–1968 : Sigmund Kennedy[10]
- 1968–1973 : Otto Wladika
- 1973–1981 : Edwin Zbonek

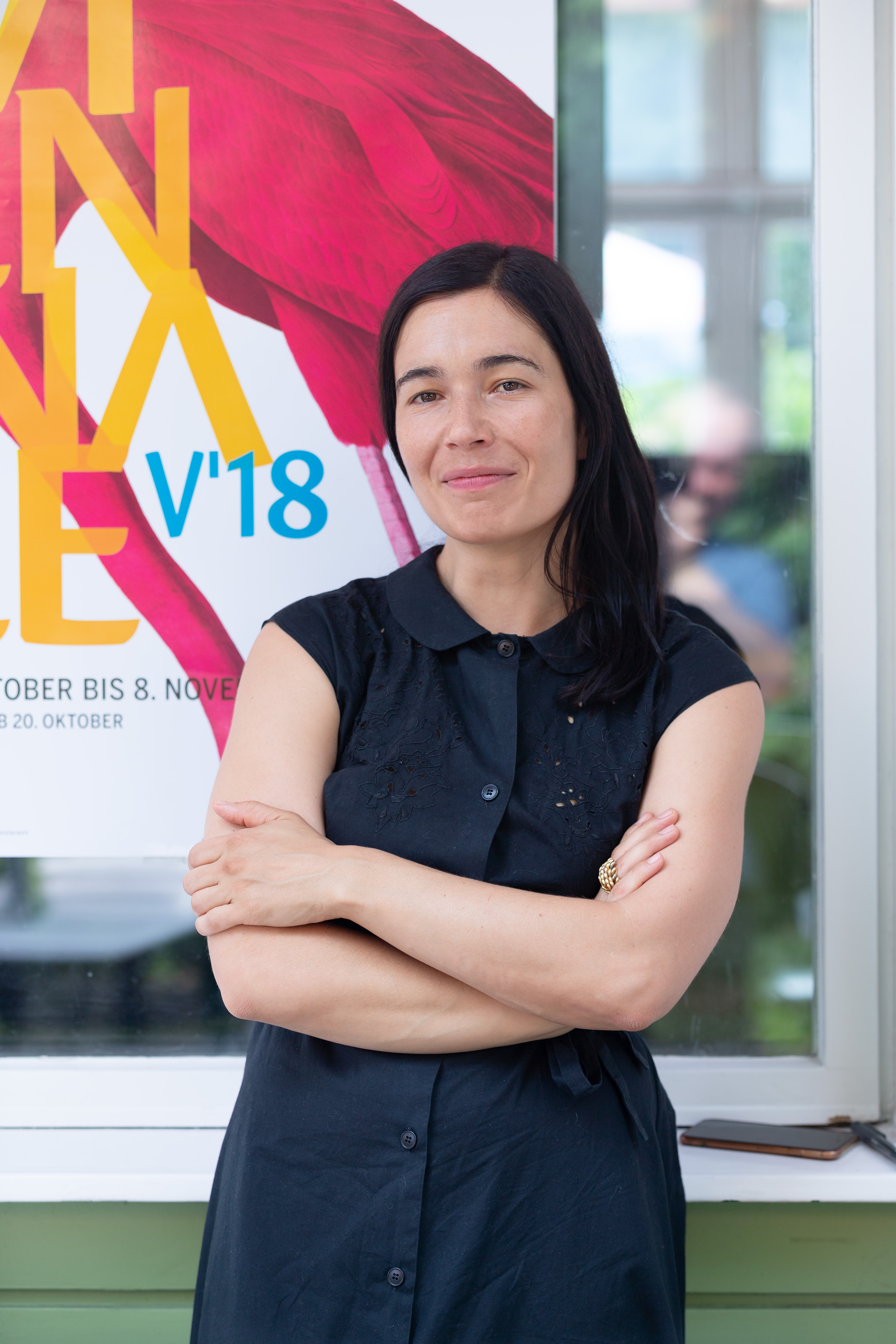
Eva Sangiorgi lors de l'édition 2018

- 1981–1986 : Edwin Zbonek et Helmuth Dimko
- 1986–1988 : Helmuth Dimko
- 1988–1990 : Helmuth Dimko et Veronika Haschka
- 1990–1993 : Werner Herzog et Reinhard Pyrker
- 1993–1995 : Wolfgang Ainberger et Alexander Horwath
- 1995–1997 : Alexander Horwath
- 1997–2017 : Hans Hurch
- 2017–2018 : Franz Schwartz (interim)
- depuis 2018 : Eva Sangiorgi[10]

## Prix
Au cours de la Viennale, le prix FIPRESCI de l'union internationale des critiques de cinéma est décerné, ainsi qu’à la fin du festival, le réputé prix viennois de la ville de Vienne et le prix du jury des lecteurs du quotidien Der Standard. 
Depuis 2016, le « Viennale Meteorit » est attribué à des personnalités qui sont particulièrement liées au festival. Il a récompensé jusqu’à présent le cinéaste américain Jem Cohen, la musicienne Patti Smith et l’ancien directeur du festival Werner Herzog.